# 始州
始州（ししゅう）は、中国にかつて存在した州。隋代から唐初にかけて、現在の四川省剣閣県一帯に設置された。

## 魏晋南北朝時代
南朝梁により設置された南梁州を前身とする。552年（天正元年）、蕭紀により南梁州は安州と改称された。554年（廃帝3年）、西魏により安州は始州と改称された。

## 隋代
隋初には、始州は3郡6県を管轄した。583年（開皇3年）、隋が郡制を廃すると、始州の属郡は廃止された。竜州静竜郡および潼州潼川郡が廃止され、始州に統合された。607年（大業3年）に州が廃止されて郡が置かれると、始州は普安郡と改称され、下部に7県を管轄した。隋代の行政区分に関しては下表を参照。
| 隋代の行政区画変遷 | 隋代の行政区画変遷   | 隋代の行政区画変遷 | 隋代の行政区画変遷 | 隋代の行政区画変遷 | 隋代の行政区画変遷 | 隋代の行政区画変遷 | 隋代の行政区画変遷                               | 隋代の行政区画変遷 |
| 区分               | 開皇元年             | 開皇元年           | 開皇元年           | 開皇元年           | 開皇元年           | 区分               | 大業3年                                          |                    |
| ------------------ | -------------------- | ------------------ | ------------------ | ------------------ | ------------------ | ------------------ | ------------------------------------------------ | ------------------ |
| 州                 | 始州                 | 始州               | 始州               | 竜州               | 潼州               | 郡                 | 普安郡                                           |                    |
| 郡                 | 普安郡               | 黄原郡             | 安都郡             | 静竜郡             | 潼川郡             | 県                 | 普安県 永帰県 臨津県 黄安県 武連県 陰平県 梓潼県 |                    |
| 県                 | 普安県 永帰県 胡原県 | 黄安県 茂陵県      | 武連県             | 陰平県             | 安寿県             | 県                 | 普安県 永帰県 臨津県 黄安県 武連県 陰平県 梓潼県 |                    |

## 唐代
618年（武徳元年）、唐により普安郡は始州と改められた。713年（先天2年）、始州は剣州と改称された。